# Gilles de la Pommeraie

Armes de la Pommeraie : de gueules à 3 grenades d'or

Gilles de la Pommeraie, Baron d'Entrammes, est un magistrat et diplomate français.

## Biographie
Il est membre de la famille de la Pommeraie, originaire dit-on, de Bretagne et attachée au service de la famille de Laval, et qui posséda les terres du Verger de Montigné et d'Entrammes.
Fils de François de la Pommeraie, Gilles fut maître d'hôtel du roi, chargé par François Ier de missions importantes, s'occupa des préparatifs de l'entrevue du Camp du drap d'or, eut une ambassade à Venise, et fut président à la Chambre des comptes de Bretagne. 
Mari de Jeanne Le Jeune, il acquit des seigneurs de Jarzey du nom de Bourré la châtellenie d'Entrammes où il fit créer deux foires et un marché.

## Source
« Gilles de la Pommeraie », dans Alphonse-Victor Angot et Ferdinand Gaugain, Dictionnaire historique, topographique et biographique de la Mayenne, Laval, A. Goupil, 1900-1910 [détail des éditions] (BNF 34106789, présentation en ligne), t. III, p. 309-310.